# Сульфаметрол
Сульфаметрол — синтетичний антибактеріальний препарат з групи сульфаніламідних препаратів для парентерального та перорального застосування.

## Фармакологічні властивості
Сульфаметрол — синтетичний препарат з групи сульфаніламідних препаратів середньої тривалості дії. Препарат має бактеріостатичну дію, що полягає у порушенні синтезу мікроорганізмами фолієвої кислоти та блокуванні засвоєння мікроорганізмами параамінобензойної кислоти. До препарату чутливі наступні збудники: стафілококи, стрептококи, Escherichia coli, шиґели, Vibrio cholerae, клостридії, клебсієли, сальмонелли, Bacillus anthracis, Corynebacterium diphtheriae, Yersinia pestis, Proteus spp., нейсерії, токсоплазма, малярійний плазмодій, хламідії, Actinomyces spp. У клінічній практиці застосовується переважно у комбінації з інгібітором дифолатредуктази триметопримом.

### Фармакодинаміка
Сульфаметрол добре всмоктується в шлунково-кишковому тракті, максимальна концентрація в крові після внутрішньовенного введення досягається через 30 хвилин. Біодоступність препарату становить 90%, при парентеральному застосуванні 100%. Препарат створює високі концентрації в більшості тканин і рідин організму. . Препарат проходить через плацентарний бар'єр та виділяється в грудне молоко. Сульфаметрол метаболізується в печінці з утворенням неактивних метаболітів. Період напіввиведення препарату складає 6,4 години. Виводиться препарат з організму переважно нирками, частково з жовчю, при порушенні функції нирок спостерігається збільшення періоду напіввиведення препарату з організму.

## Показання до застосування
Сульфаметрол у комбінації з триметопримом застосовується при інфекціях, викликаних чутливими до складових препарату збудниками: інфекціях сечовидільних шляхів, інфекціях ЛОР-органів (отити, синусити, фарингіти), інфекціях дихальних шляхів (пневмонії, бронхіти, бронхоектатична хвороба), холециститі та холангіті, інфекціях шлунково-кишкового тракту (ентериті, сальмонельозі, черевному тифі, паратифах), інфекціях шкіри (абсцеси, піодермії).

## Побічна дія
При застосуванні сульфаметролу можливі наступні побічні ефекти: нечасто нудота, блювання, погіршення апетиту, холестаз, підвищення рівня білірубіну в крові, підвищення активності амінотрансфераз у крові, кропив'янка, біль у суглобах; рідко діарея, сухість у роті, кандидоз, тромбоцитопенія, лейкопенія, агранулоцитоз, апластична анемія, гемолітична анемія, мегалобластна анемія, підвищення рівня креатиніну та сечовини в крові; дуже рідко синдром Стівенса-Джонсона, синдром Лаєлла.

## Протипокази
Сульфаметрол протипоказаний при підвищеній чутливості до сульфаніламідних препаратів, захворюваннях крові, дітям до 6 тижнів та недоношеним дітям, при важкій печінковій та нирковій недостатності, вагітності та годуванні грудьми. Розчин для внутрішньовенного введення протипоказаний при декомпенсованій серцевій недостатності, набряку легень, набряку мозку, гіпергідратації, олігурії та анурії, важких порушеннях мікроциркуляції.

## Форми випуску
Сульфаметрол випускається в комбінації з триметопримом у співвідношенні 5 частин сульфаметролу та 1 частина триметоприму у вигляді таблеток по 100/20, 400/80 та 800/160; суспензії для застосування всередину по 0,24 мг/мл по 50 та 100 мл, розчину для внутрішньовенних інфузій по 250 мл (у складі 0,8 г сульфамеразолу та 0,16 г триметоприму).